# Augustus Goessling
Augustus Michael „Gus” Goessling  (ur. 17 listopada 1878 w Saint Louis, zm. 22 sierpnia 1963 tamże) – amerykański pływak i piłkarz wodny, medalista olimpijski igrzysk w 1904 w Saint Louis, dwukrotny olimpijczyk.
Razem z klubem Missouri Athletic Club zdobył brązowy medal w turnieju piłki wodnej na igrzyskach olimpijskich w 1904. Na igrzyskach olimpijskich w 1908 w Londynie wystąpił w dwóch konkurencjach pływackich: na 100 m stylem grzbietowym i na 200 m stylem klasycznym, w obu przypadkach odpadając w eliminacjach.